# Zwischen Frühstück und Gänsebraten
Die Fernsehshow Zwischen Frühstück und Gänsebraten wurde von 1957 bis 1991 jeweils am ersten Weihnachtsfeiertag zwischen 11 und 13 Uhr im 1. Programm des Fernsehens der DDR ausgestrahlt. Den „bunten Weihnachtsteller“ mit Musik und Humor präsentierten alljährlich Margot Ebert und Heinz Quermann, nur 1984 fand die Sendung infolge interner Streitigkeiten einmal ohne Margot Ebert statt. Dem lag ein Streit zwischen Quermann und ihr zu Grunde. 

## Geschichte
Das letzte Viertel der Show leitete meist die Aufforderung: „Jetzt rasch die Kartoffeln aufsetzen“ ein, so dass sich die Zuschauer gleich nach dem Ende der Sendung dem zubereiteten Gänsebraten zuwenden konnten. In den ersten Jahren wurde die Show live aus dem Friedrichstadtpalast Berlin und aus dem Palast der Republik gesendet. Die späteren Sendungen wurden in der Stadthalle Karl-Marx-Stadt bzw. Chemnitz (1983, 1985 und 1991), dem Kulturpalast in Dresden (1984) und häufig im Haus der Kultur in Gera (1982, 1986 bis 1990) deutlich vor Weihnachten aufgezeichnet und jeweils am 25.12. gesendet.
Ein wiederkehrender Höhepunkt war ab 1982 ein „Modernes Märchen“, das Jochen Petersdorf vorlas und in dem er häufig kleine und große Probleme in der DDR auf satirisch-überzeichnete Art benannte.
Zum festen Bestandteil der späten Sendungen gehörten auch Monika Hauff und Klaus-Dieter Henkler, die im Laufe der Matinée immer „Mit Pauken und Trompeten“ auftraten. Beide übernahmen im Laufe der Jahre auch einen Teil der Sendungsmoderation.
Mit der Abwicklung des Deutschen Fernsehfunks Ende des Jahres 1991 wurde auch Zwischen Frühstück und Gänsebraten eingestellt.
Der rbb und der MDR wiederholen seit einigen Jahren teilweise gekürzte Aufzeichnungen dieser Fernsehshow am ersten Weihnachtsfeiertag. Mittlerweile sind alle noch verfügbaren Sendungen aus den Jahren 1982 bis 1991 vollständig auf DVD erschienen.